# Kresek (ort i Indonesien)
Kresek är en ort i Indonesien.   Den ligger i provinsen Jawa Barat, i den västra delen av landet, 50 km väster om huvudstaden Jakarta. Kresek ligger 16 meter över havet och antalet invånare är 110 182.
Terrängen runt Kresek är mycket platt, och sluttar norrut. Runt Kresek är det mycket tätbefolkat, med 1 692 invånare per kvadratkilometer. Närmaste större samhälle är Cikupa, 18,4 km sydost om Kresek. Trakten runt Kresek består till största delen av jordbruksmark.